# Place de la Reine-Astrid
Place de la Reine-Astrid är en öppen plats i Quartier des Champs-Élysées i Paris åttonde arrondissement. Platsen är invigd åt drottning Astrid (1905–1935), som var gift med Leopold III av Belgien. 

## Bilder
| - Platsens skylt. - Drottning Astrid. - Place de la Reine-Astrid. |

## Omgivningar
- Notre-Dame-de-Consolation
- Rue Jean-Goujon
- Rue Bayard
- Jardin d'Erevan
- Cathédrale arménienne Saint-Jean-Baptiste

## Kommunikationer
- Tunnelbana – linje  – Alma – Marceau
- Busshållplats Alma – Marceau – Paris bussnät

### Webbkällor
- ”Place de la Reine-Astrid”. Mairie de Paris. https://web.archive.org/web/20160304191358/http://www.v2asp.paris.fr/commun/v2asp/v2/nomenclature_voies/Voieactu/8105.nom.htm. Läst 8 april 2023.
- ”Place de la Reine-Astrid”. Les rues de Paris. https://web.archive.org/web/20200111215557/http://www.parisrues.com/rues08/paris-08-place-de-la-reine-astrid.html. Läst 8 april 2023.